# Roadeș, Brașov
Roadeș (în dialectul săsesc Raddeln, Radln, Rarlen, în germană Radenthal, în trad. "valea defrișată", colocvial Radeln, „desțeleniș”, în maghiară Rádos) este un sat în comuna Bunești din județul Brașov, Transilvania, România.

## Obiective istorice
Biserica fortificată, protejată de un zid dublu prevăzut cu cinci turnuri de apărare. Biserica evanghelică a fost construită de sași în secolele XV-XVI în stil gotic purtând hramul Sf. Ioan. Construcția a fost terminată în 1526. Turnul bisericii s-a prăbușit în anul 2016.
În anul 2013 fundația cantautorului Peter Maffay a restaurat zidul de incintă al bisericii fortificate care se prăbușise în februarie 2012.
După ce în 2015 a apărut pe turnul bisericii o crăpătură de sus până jos, care s-a mărit de la o lună la alta, în februarie 2016, după o iarnă cu temperaturi schimbătoare, cu vânt și ploi abundente, clopotnița bisericii fortificate s-a prăbușit.

## Instituții
În 31 martie 2010 în Roadeș a avut loc ceremonia de punere a pietrei de temelie a unei instituții destinate copiilor traumatizați. Proiectul a fost inițiat de Fundația Peter Maffay, înființată de muzicianul german Peter Maffay, originar din Brașov. În urma derulării proiectului, fosta casă parohială a bisericii fortificate din Roadeș va deveni tabără pentru copiii cu probleme sociale, proveniți din sistemul instituționalizat. În casa de vacanță vor fi găzduiți gratuit, timp de câte două săptămîni, cîte 14 copii abuzați din toată Europa, care vor beneficia de terapie.

## Toponimie
Numele localității provine de la verbul german roden, "a tăia copaci" (amǎnunte: Rodungsname, toponimii legate de defrișări). În dialectul săsesc localitatea este denumitǎ Raddeln, Radln, Rarlen. Varianta românească este pronunțată în graiul locului ca Roadăș.

## Galerie imagini

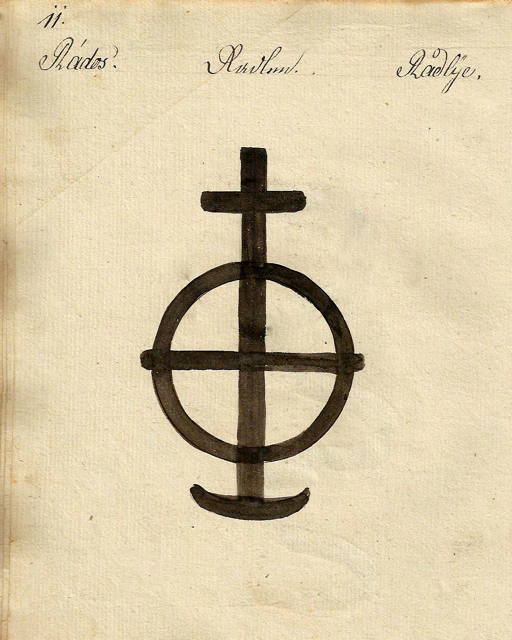
1826 - Danga pentru vitele din Roadeș
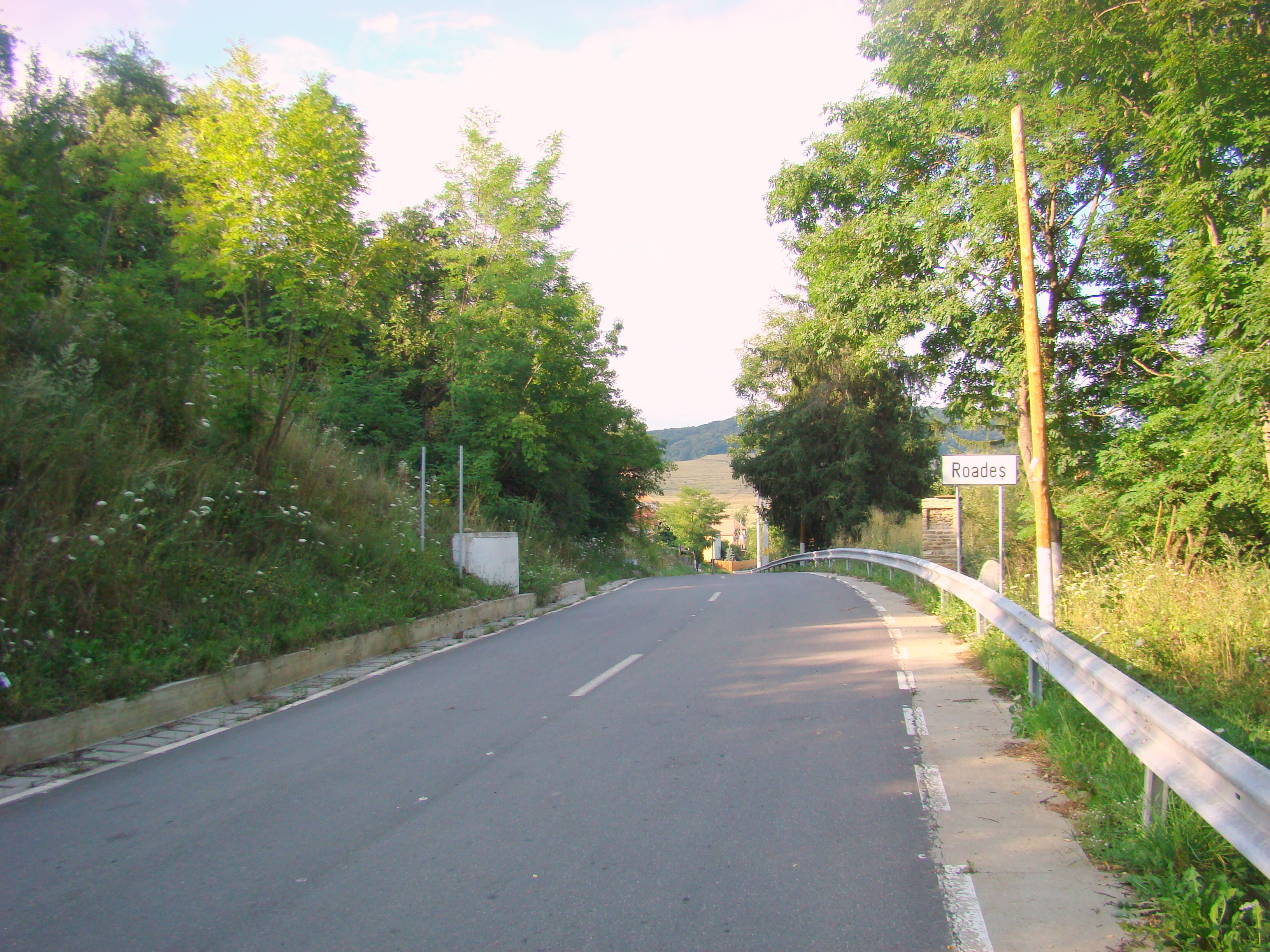
Intrarea în localitate
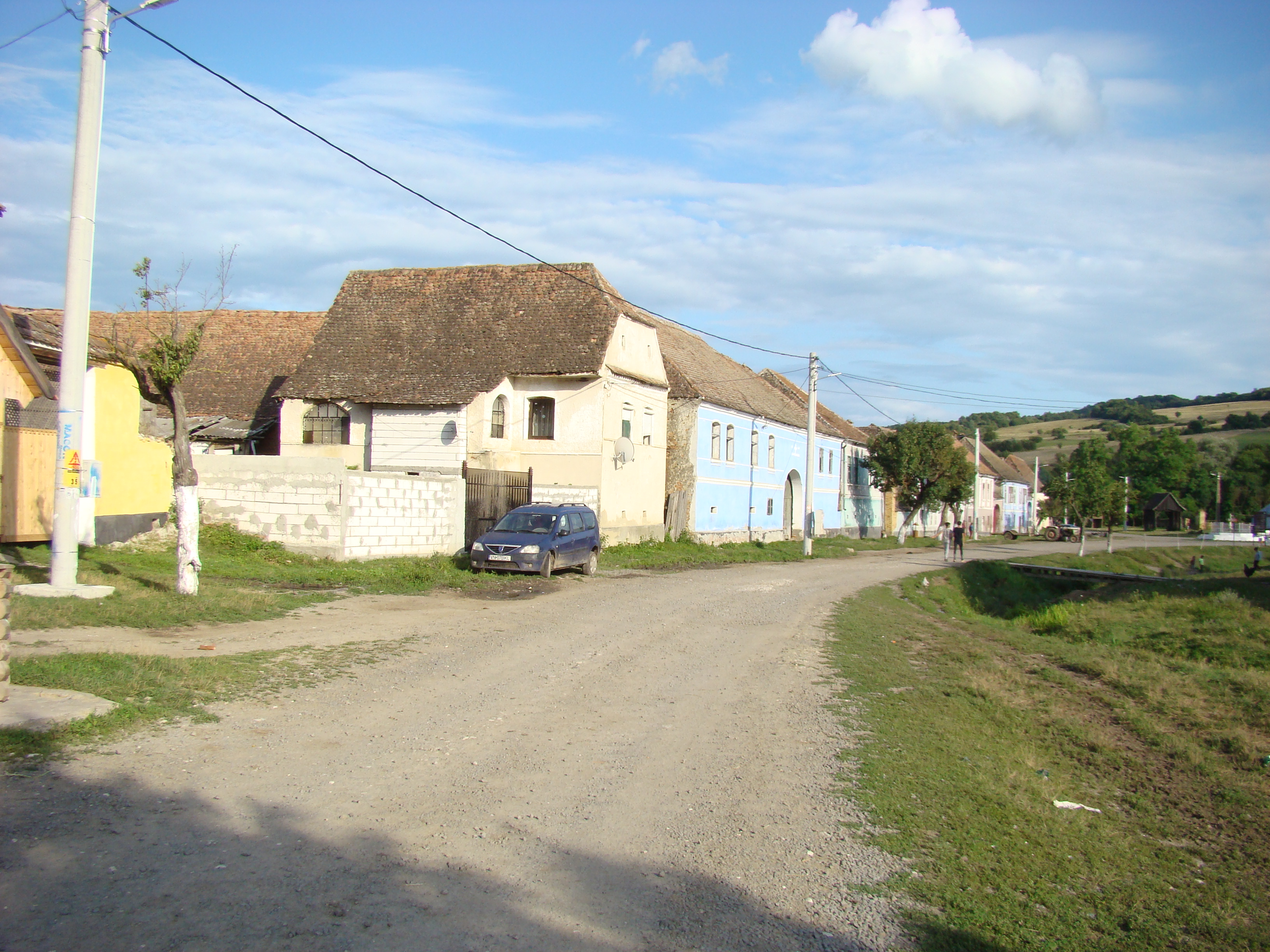
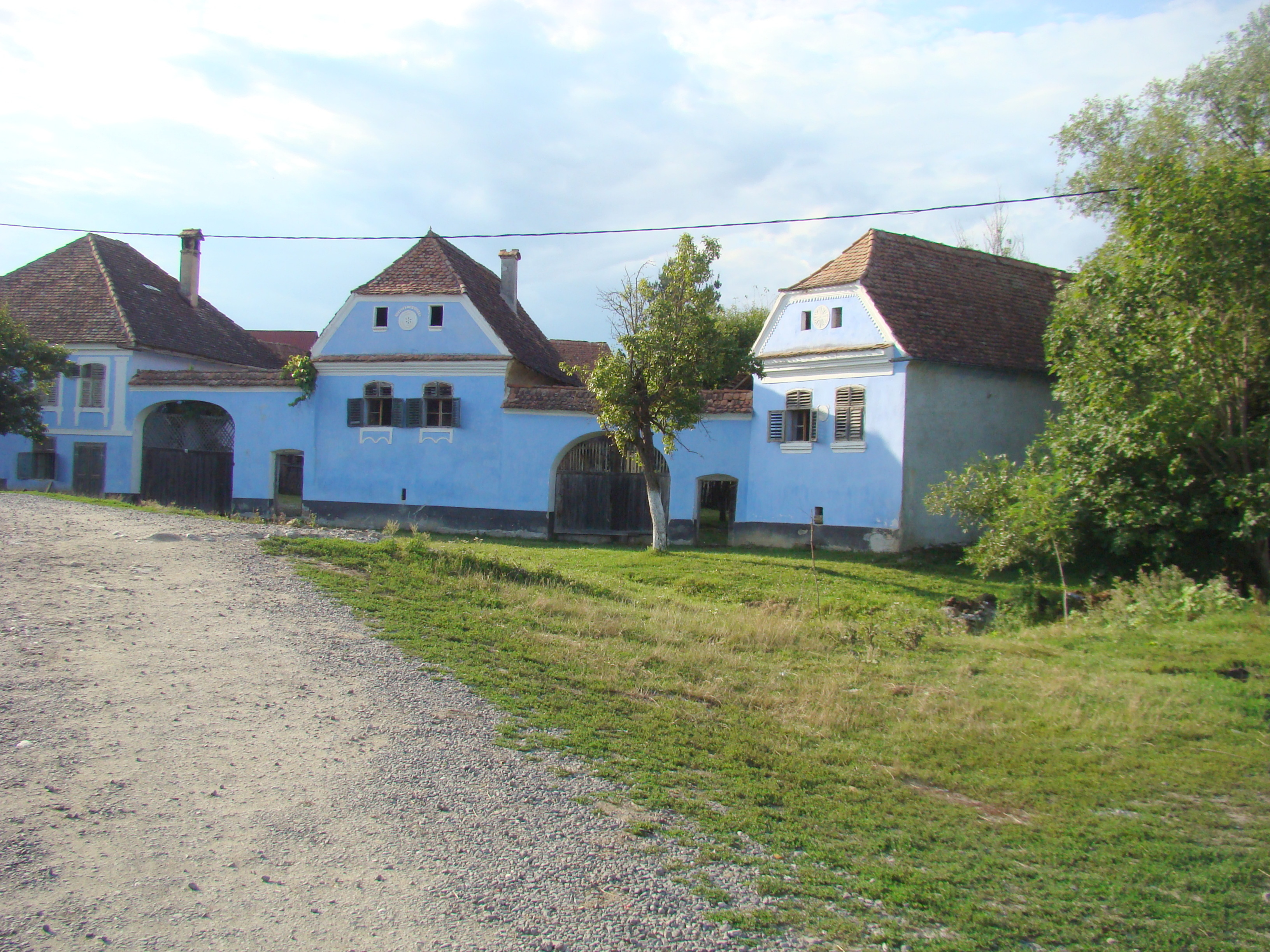
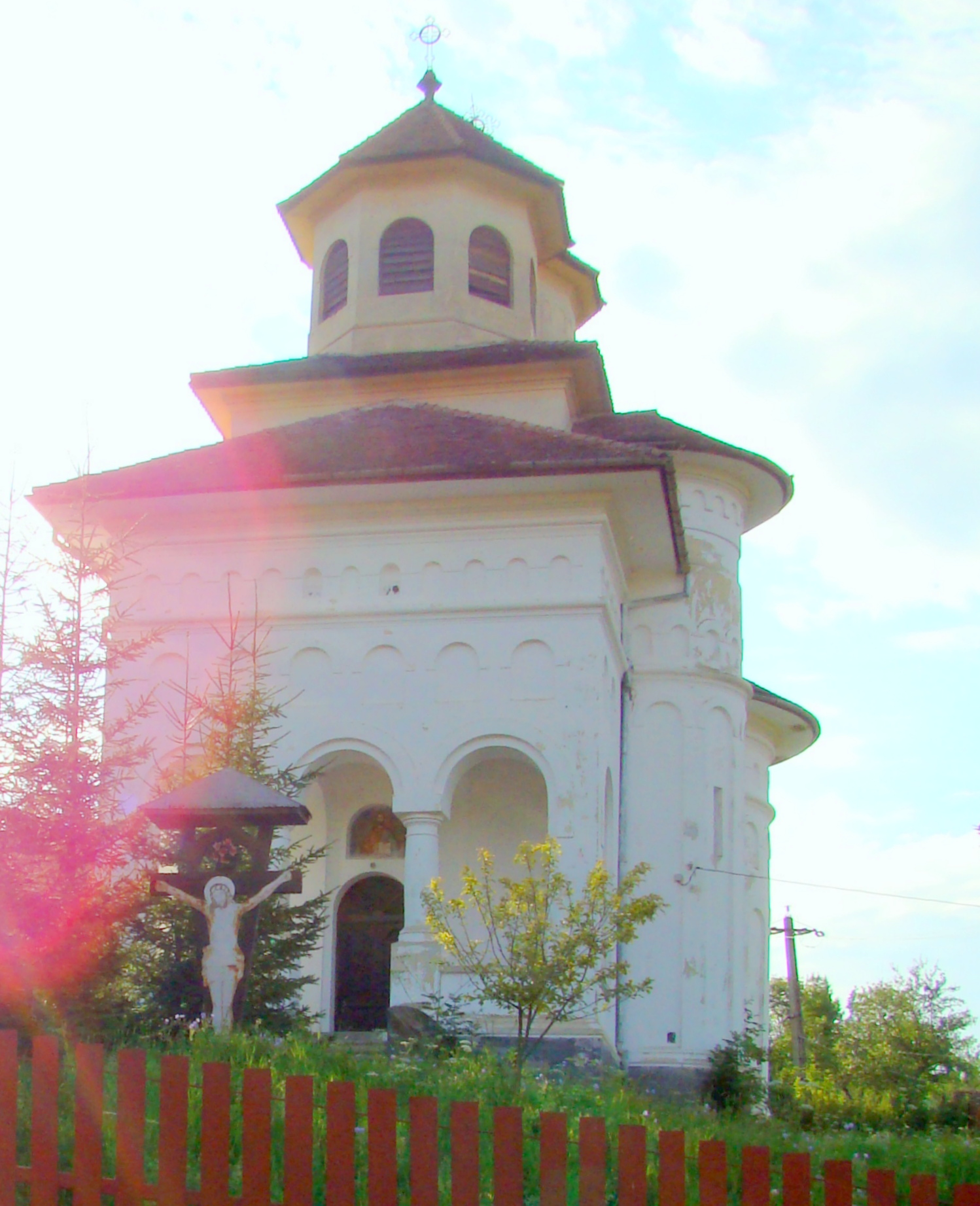
Biserica ortodoxă „Sfinții Arhangheli Mihail și Gavriil” (1935)
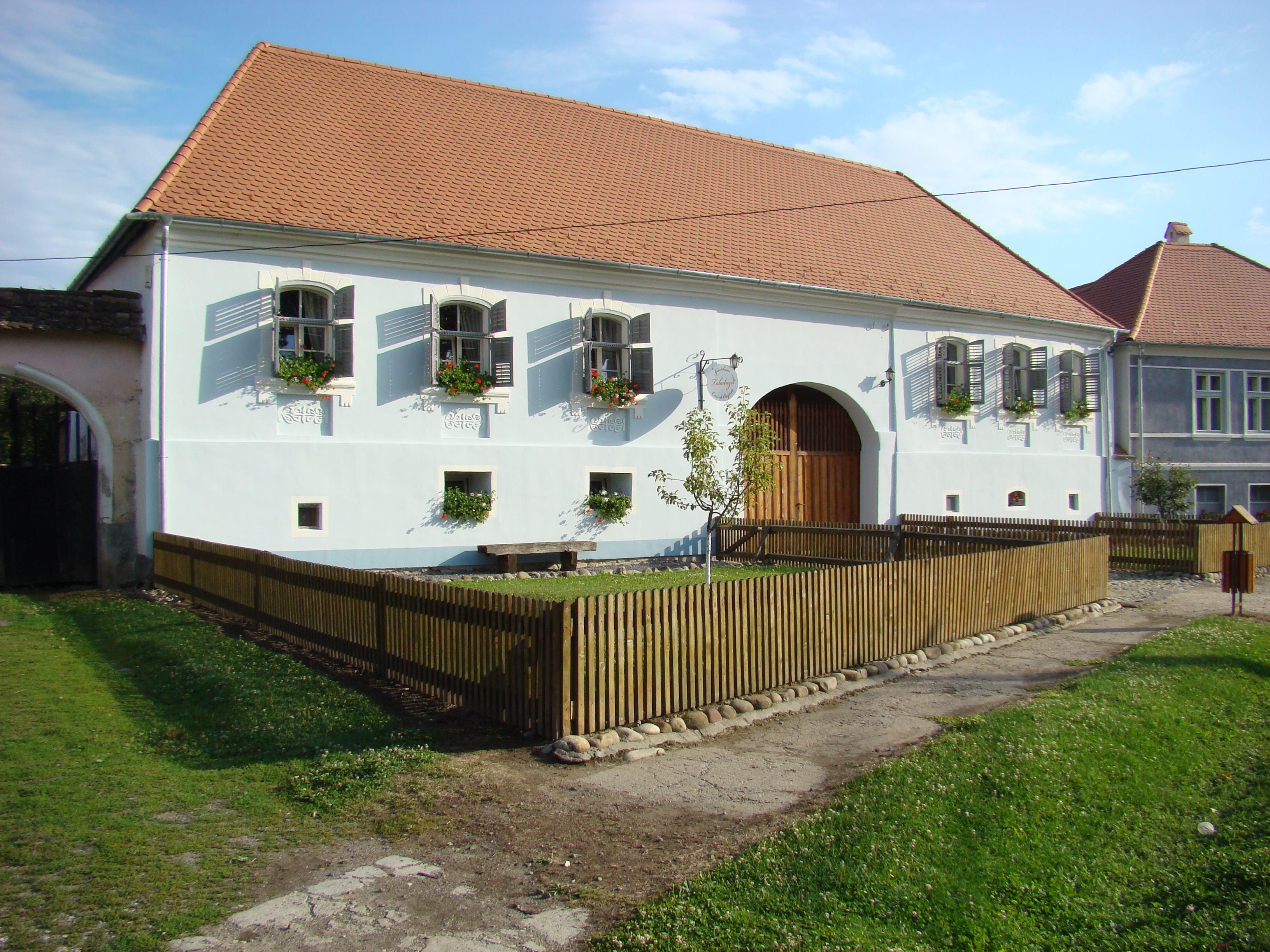
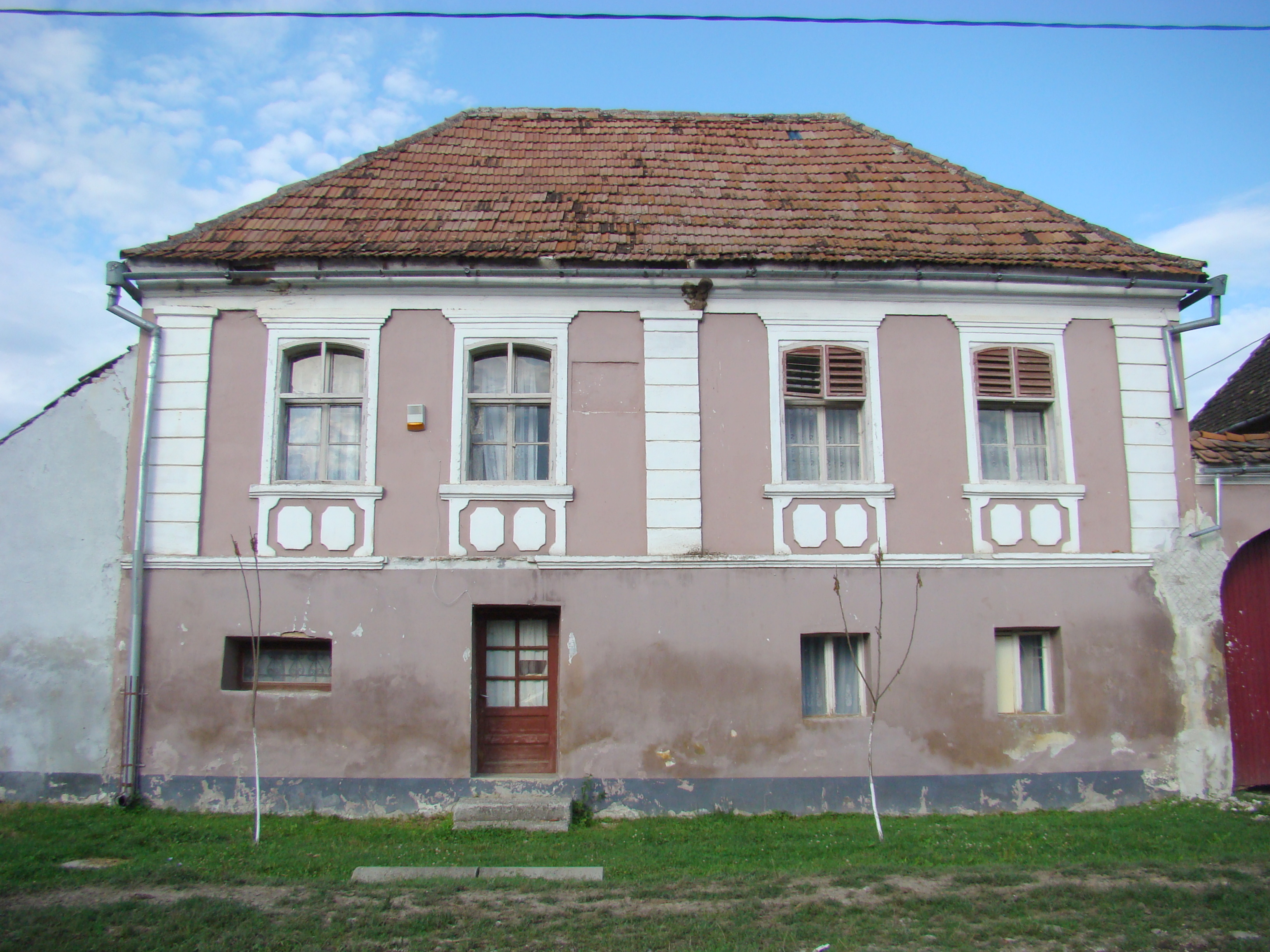
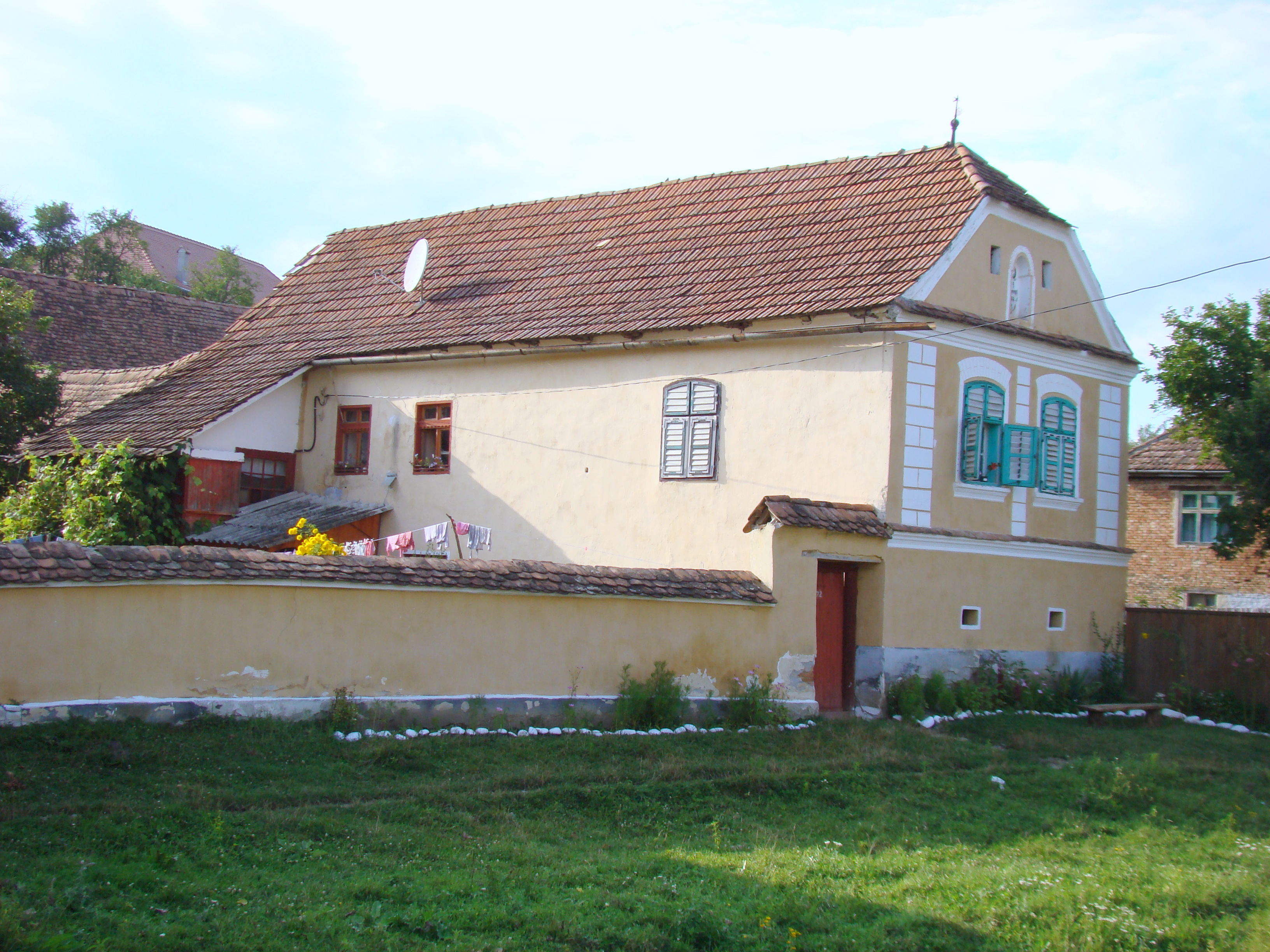
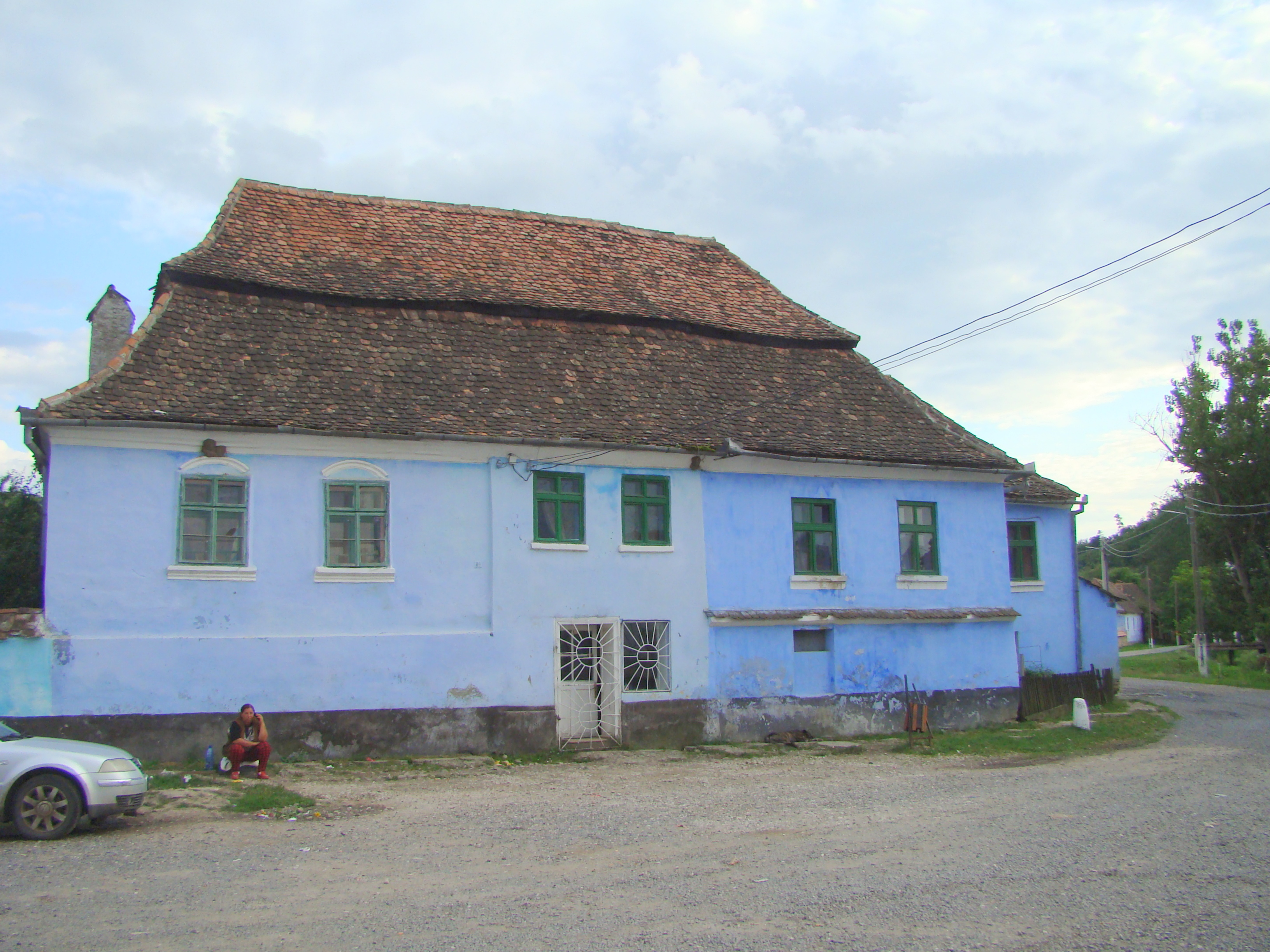
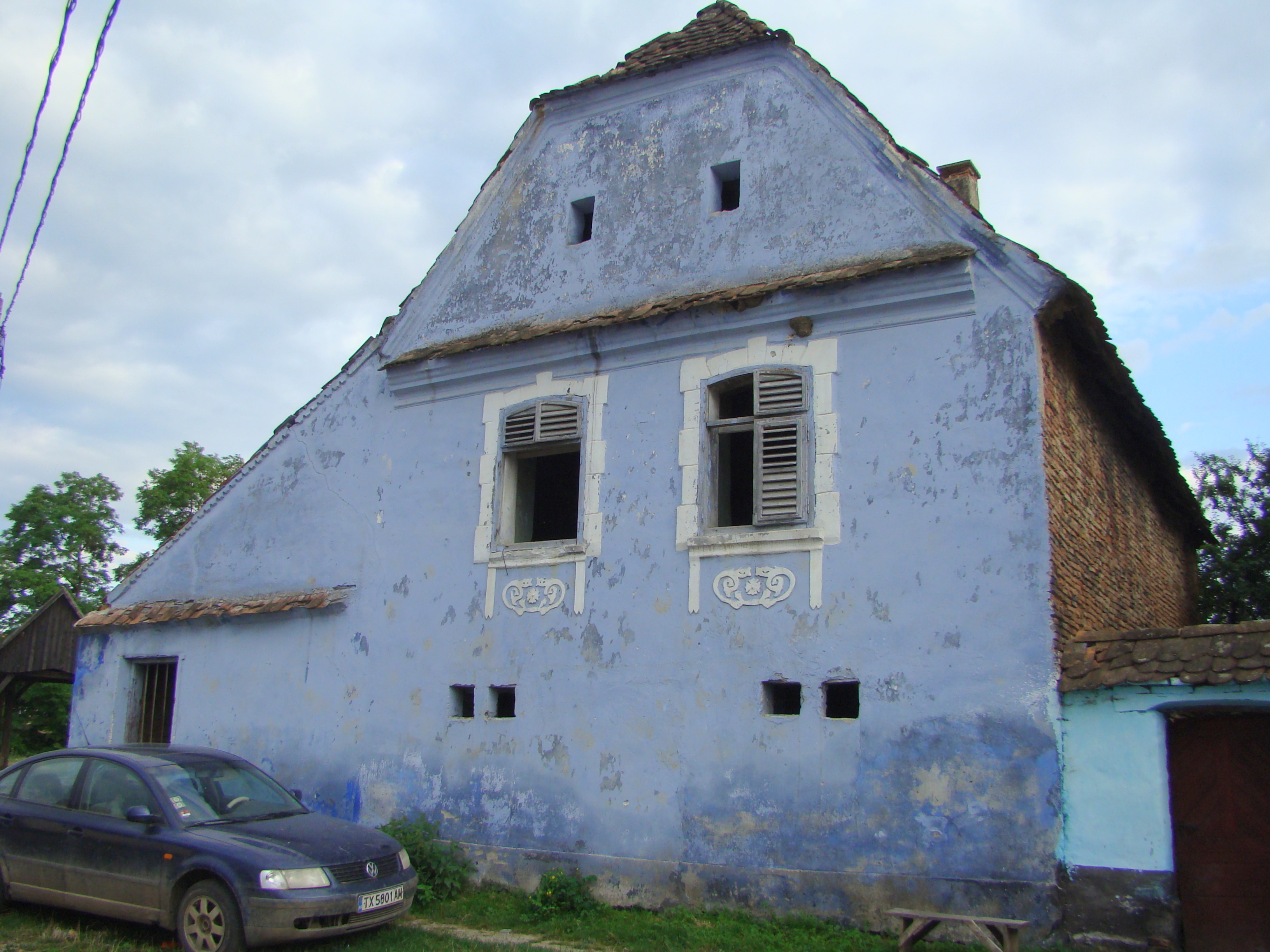
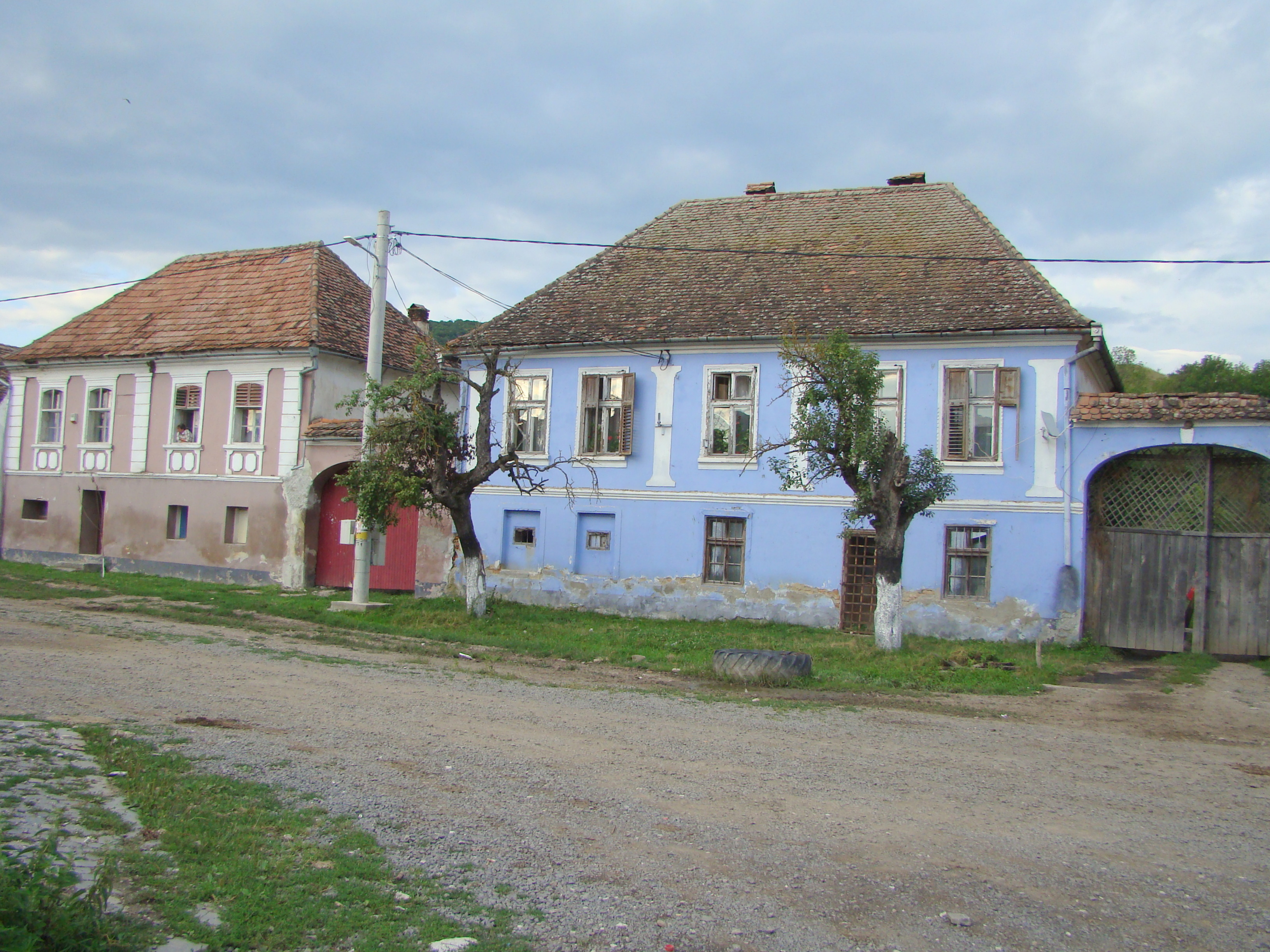
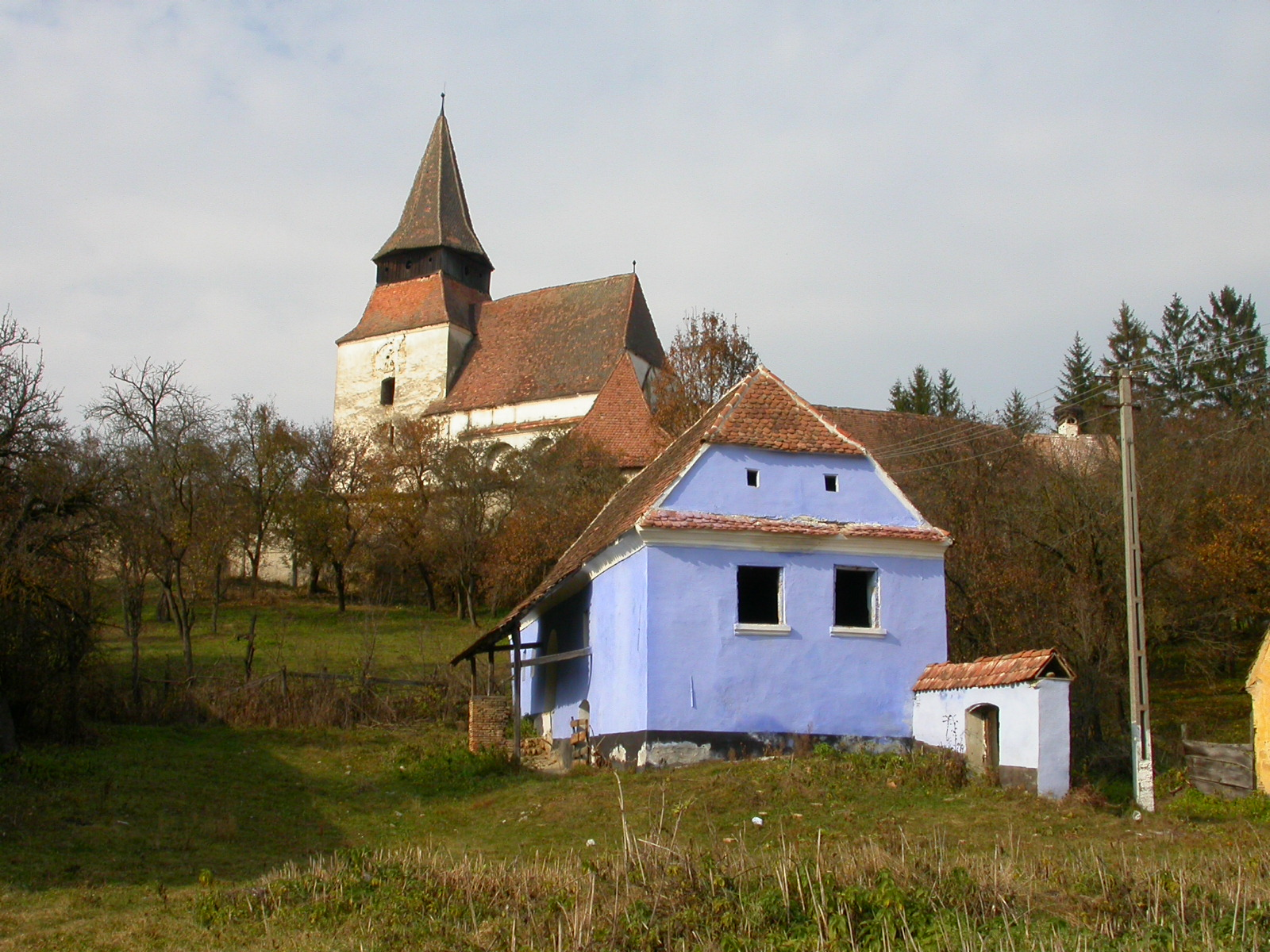
Biserica fortificată
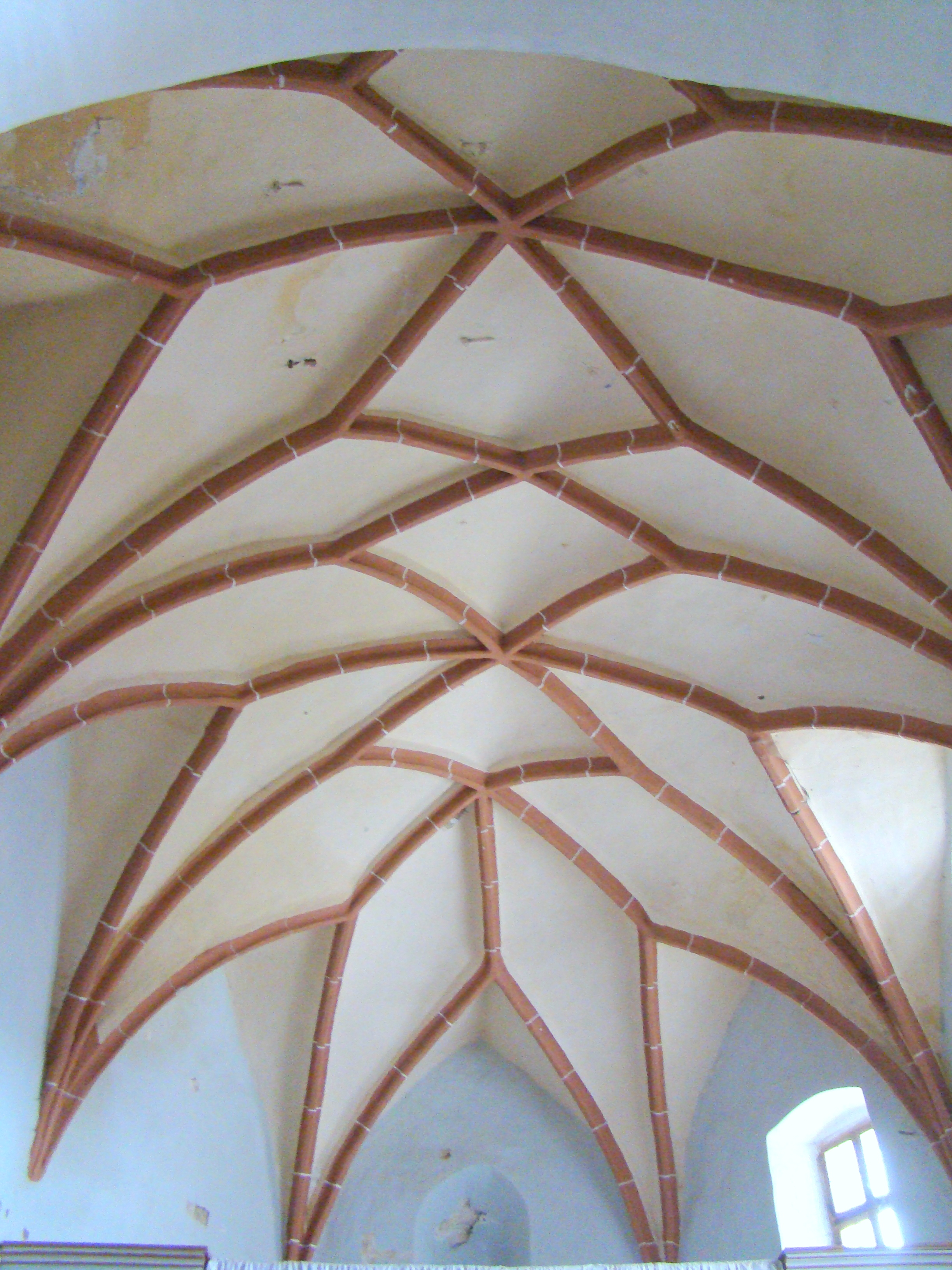
Bolta care acoperă corul
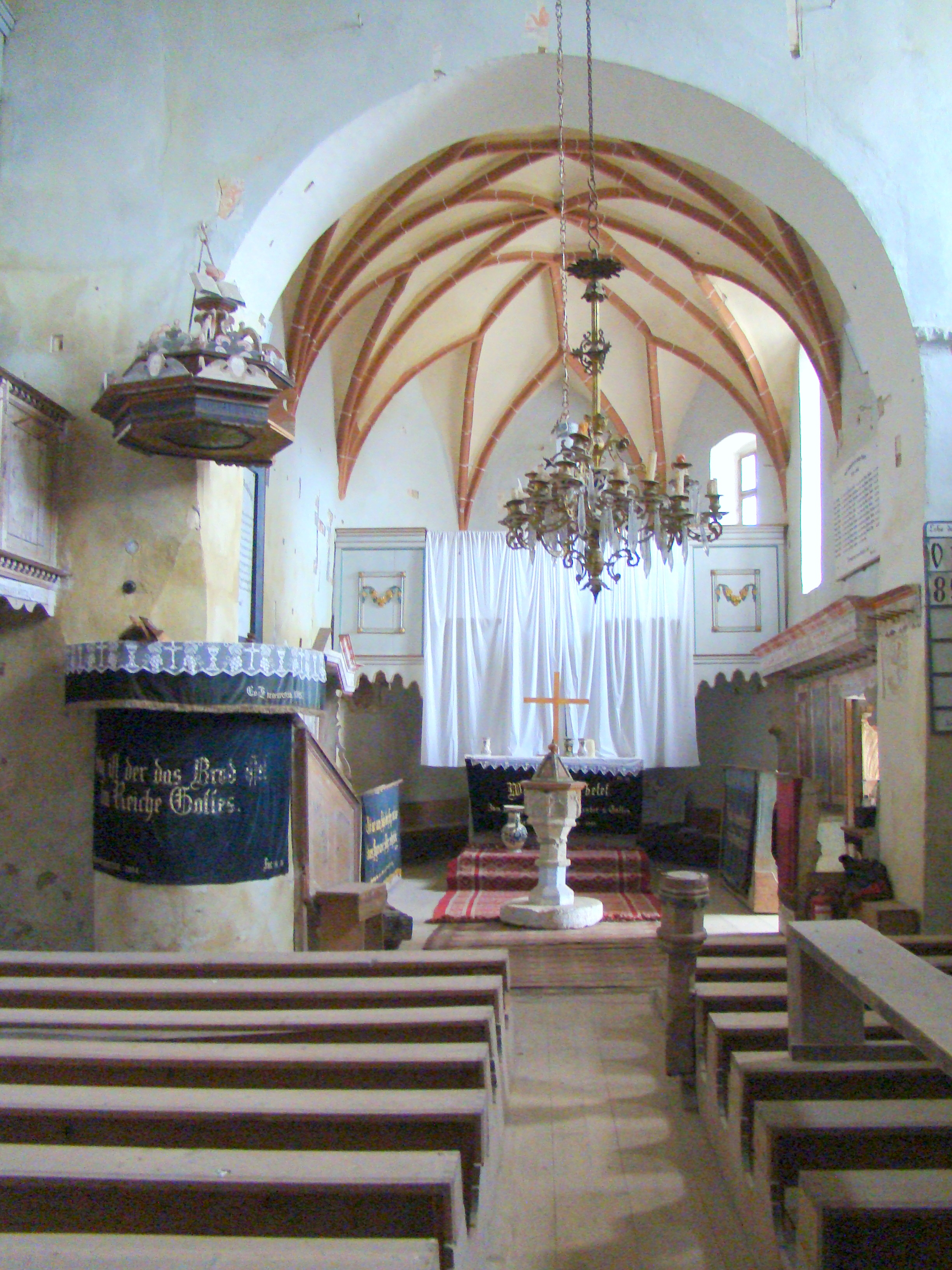
Nava spre altar
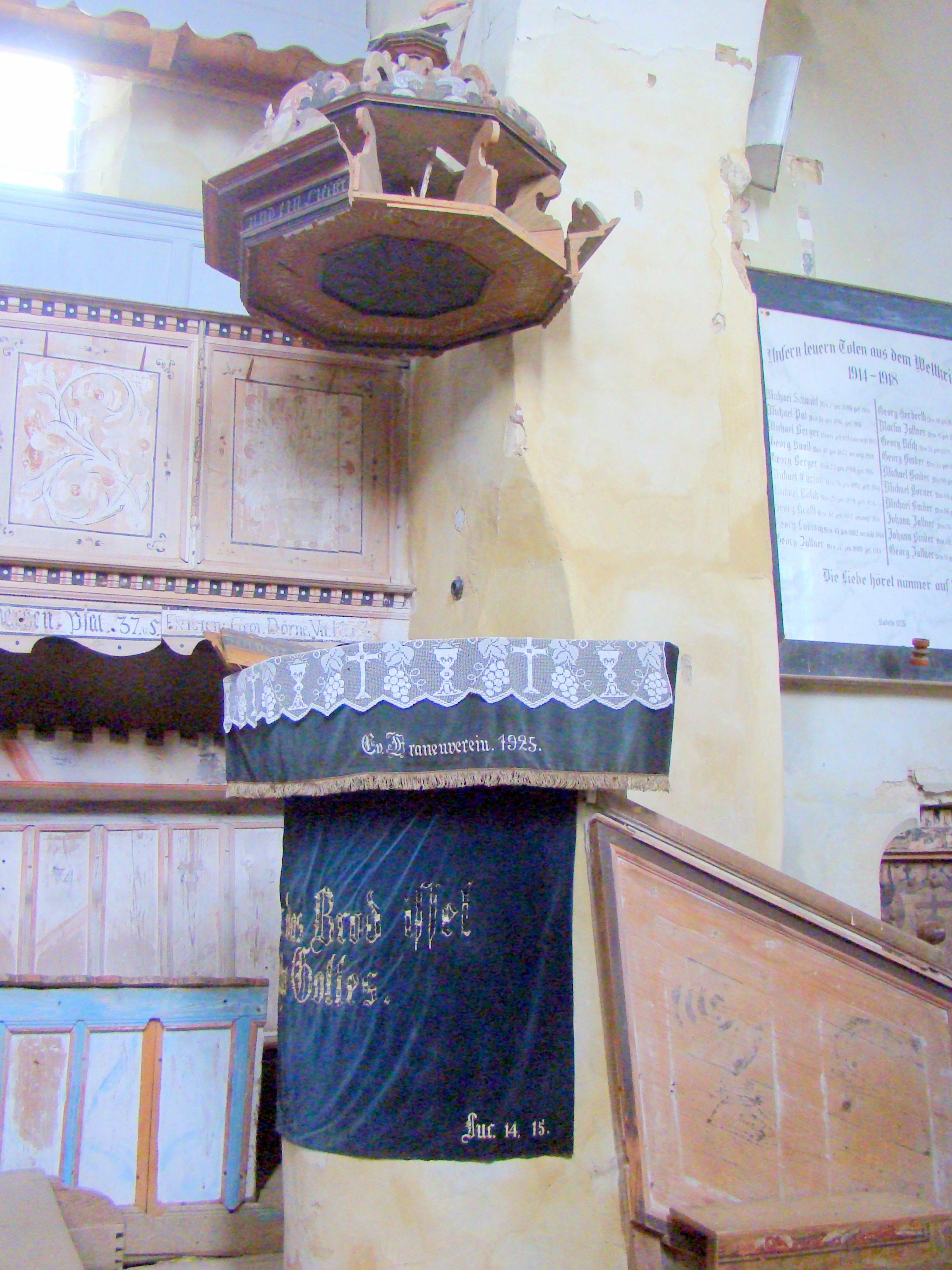
Amvonul
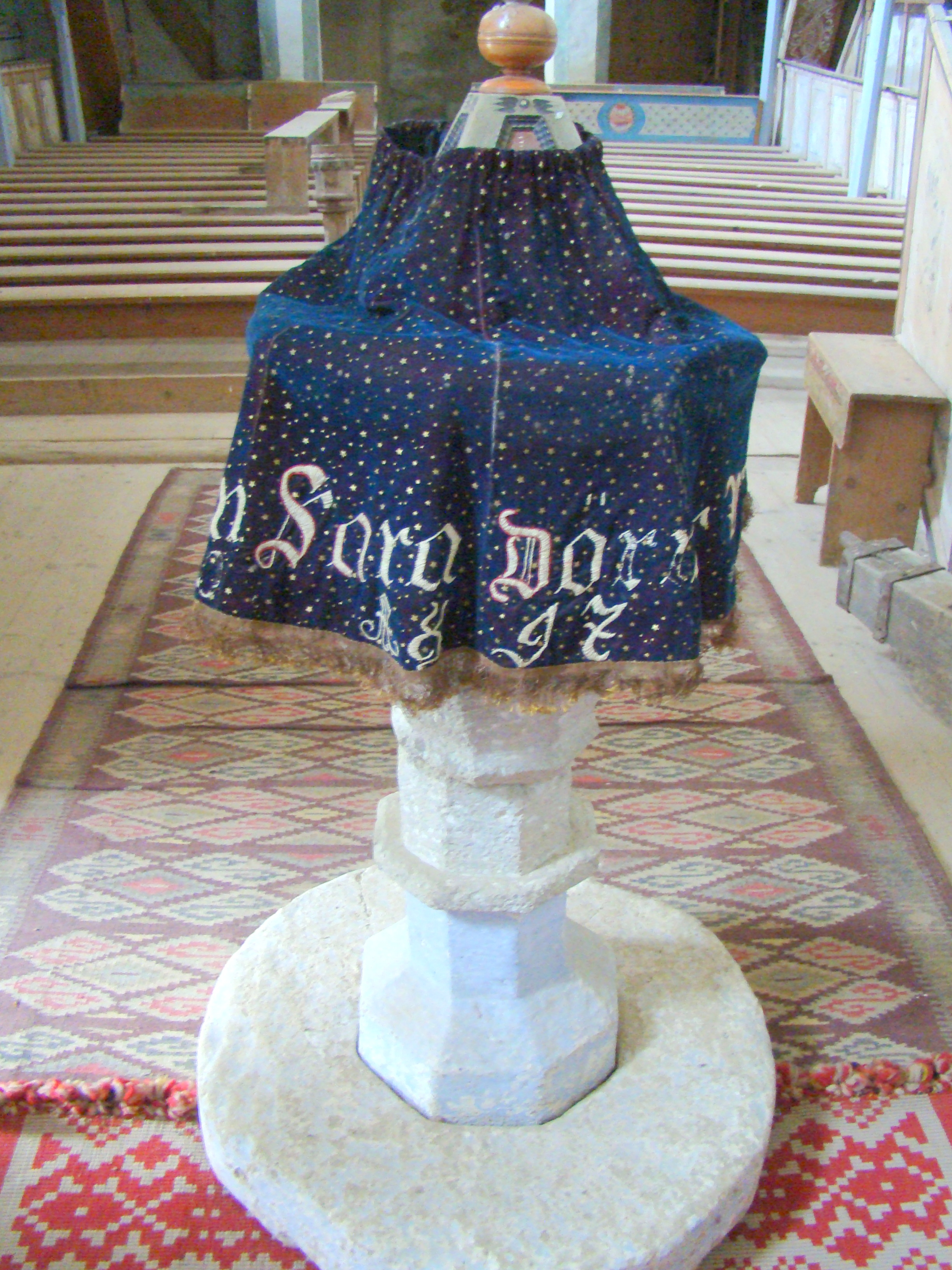
Cristelnița